# レクイエム (ゴセック)

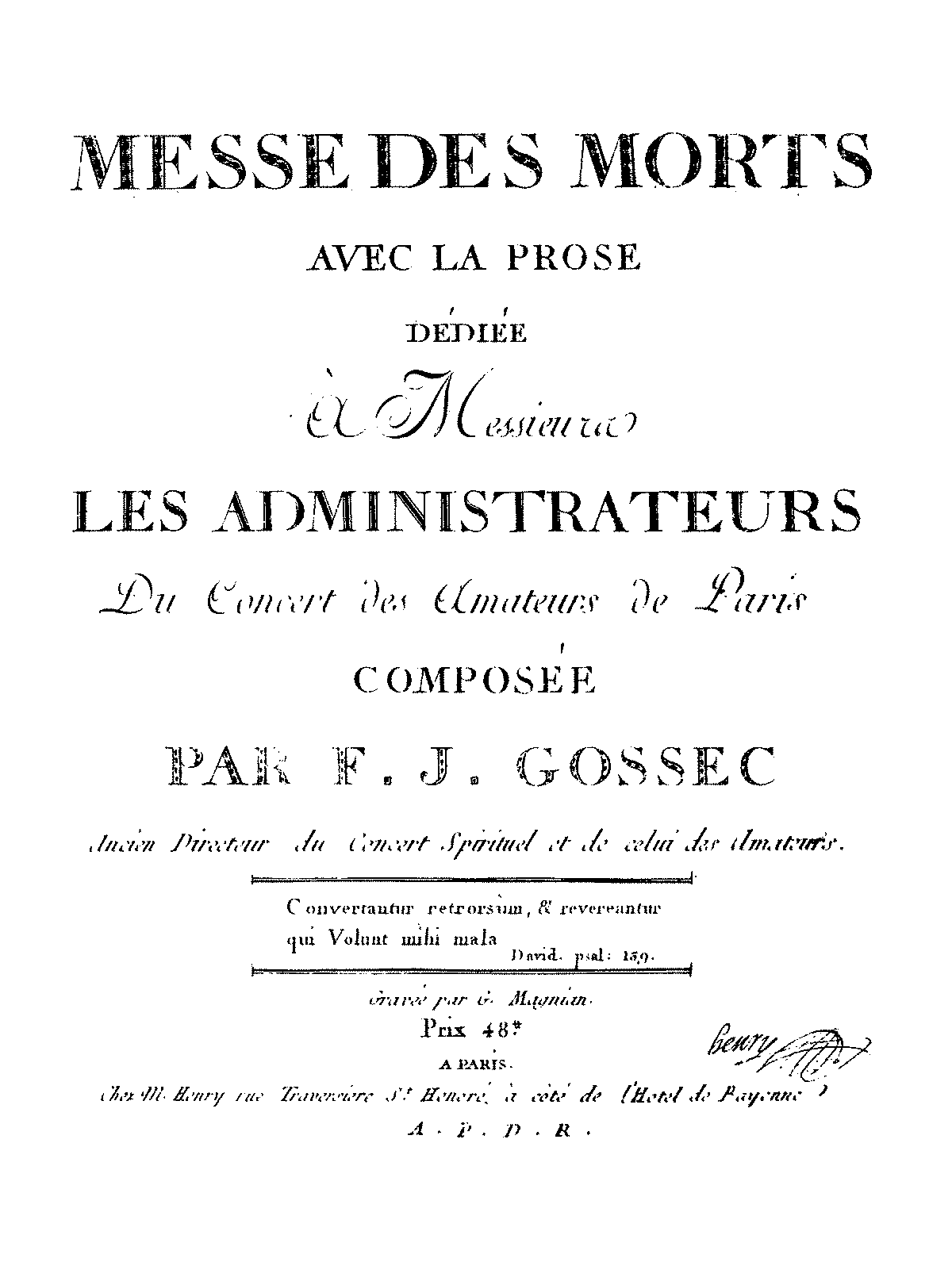
初版の楽譜の表紙

『レクイエム』（フランス語: Messe des Morts, Grande Messe des Morts または ラテン語: Missa pro Defunctis）は、フランソワ＝ジョセフ・ゴセックが作曲したレクイエムである。 1760年3月に亡くなったシャルロット・ド・ロアン追悼のために作曲され、同年5月に、パリのサン・ジャック街にあったジャコバン派(ドミニコ会)の修道院で、ゴセックが指揮を務め初演された。本作は一般聴衆のためのコンサート・シリーズの一つであった《コンセール・スピリチュエル》において 革命時まではしばしば演奏された。

## 概要

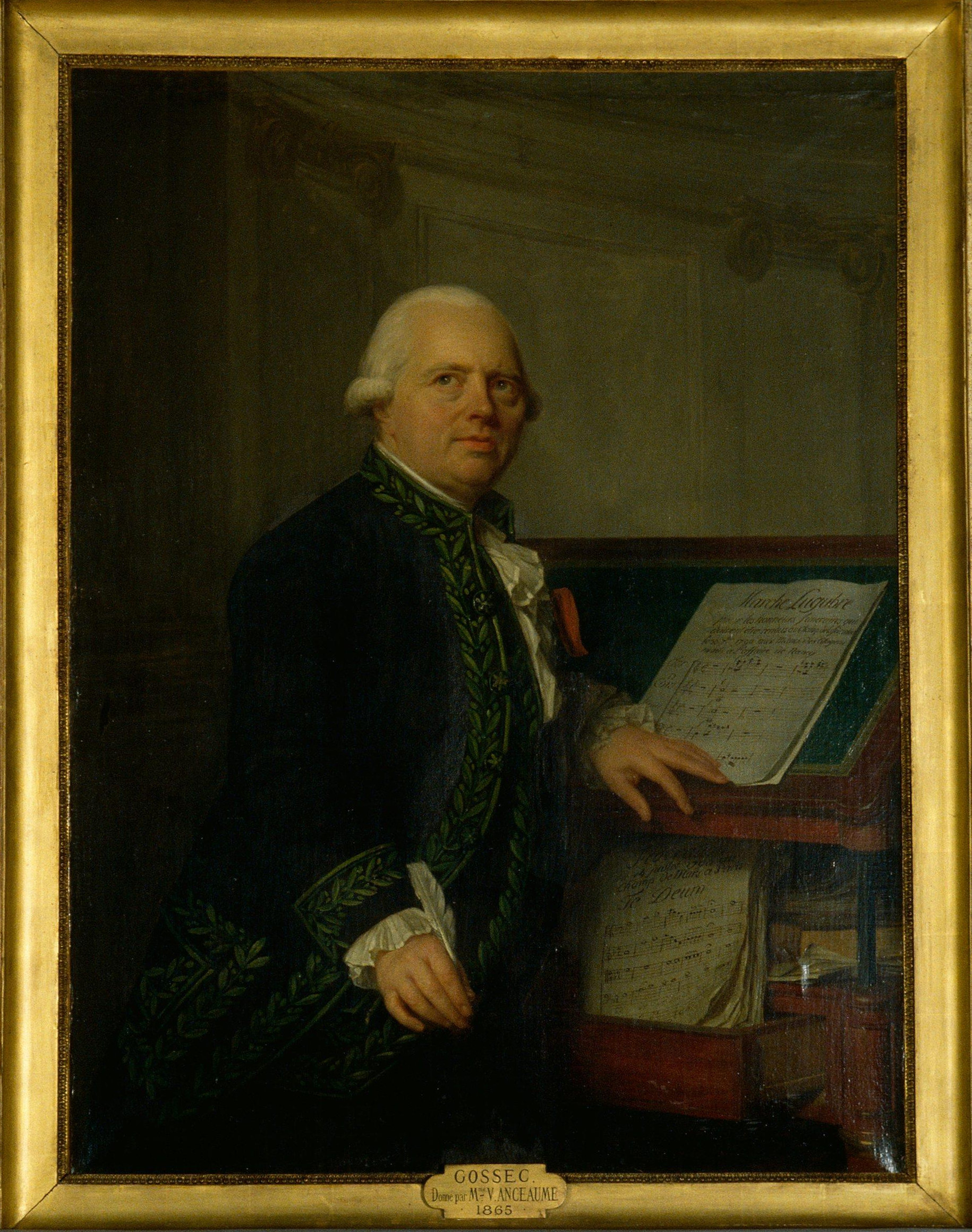
ゴセックの肖像画

楽譜は作曲の20年後に「コンセール・デ・ザマトゥールConcert des Amateurs 」に献呈される形で刊行された。本作は1789年 8月6日にバスティーユ襲撃で命を落とした市民の名誉のために演奏された。また、1813年のアンドレ・グレトリの葬儀と翌年の一周忌のためにも演奏されている。
18世紀の後半にフランスではレクイエムに大きな変化が現れる。それはオペラ的要素が加わったばかりでなく、曲全体が長大となり、特に〈怒りの日〉が曲の大きな部分を占めるようになったのである。本作はその顕著な例なのである。
ゴセックは本作で最初の大成功を収めた。中でも「テューバ・ミルム」の管弦楽法は当時としては驚くべきものであり、ル・スュールやベルリオーズを先取りしている。
ゴセック自身によれば「〈怒りの日〉の3章と4章で3本のトロンボーン、4本クラリネット、4本のトランペット、4本のホルン 、8本のファゴットが教会の見えない場所や、高いところから最後の審判を告げたので、聴衆は恐怖に包まれた。その時オーケストラの全部の弦楽器がトレモロを弾き続けたのは、その恐怖の表現だったのである」と言う。井上太郎は「『レクイエム』に〈最後の審判〉の恐怖を持ち込んだのは13世紀に〈怒りの日〉を書いたチェラーノのトマスに違いないが、無伴奏のグレゴリオ聖歌で唄われていた時代から、なんと大きく変わったことだろう」と感嘆の念を表している。
相良憲昭は本作の先進性について「ゴセックの『レクイエム』はおそらく当時のもっとも前衛的な曲の一つだったのではないだろうか。バッハが死んで十年、ヘンデルの死の翌年にこのような曲が生まれたのは驚くばかりである。勿論、対位法の用い方にはバロック音楽の体臭を濃厚に感じとることができるが、大胆なオーケストレーションや壮麗極まりないホモフォニックな旋律などは古典派の全盛期の例えば、ハイドン晩年の『ミサ曲』やベートーヴェンのオペラ 『フィデリオ』、さらにはベルリオーズの『レクイエム』すらを予見させるものがある」と評している。さらに、ベートーヴェンのヴァイオリン協奏曲ニ長調ではその冒頭にティンパニのソロの刻むリズムに驚かされるが、ゴセックは既にその五十年も前に同じことをこのレクイエムで、もっと表情豊かに行っている（もっとも、これは版によっては削除されている）。－中略－〈不思議なラッパ〉における管楽器の使用法は前代未聞と言って良い」と評している。さらに「生前ゴセックはこの曲に何度も手を入れたというから、徐々にバロック的要素が薄まり、かわって、古典派的要素が深まっていったと言うことも充分に考えられる」との見解を示している。
音楽学者のハルトムート・クロネスの詳細な研究によれば「モーツァルトは1763年から1764年及び1766年の彼のパリ滞在の間にゴセックに会っていることが証明されている。モーツァルトは父への手紙に「ゴセックはとても素晴らしい友達だ」と書いている。クロネスの研究によってゴセックの『レクイエム』とモーツァルトの『レクイエム』及び『ハ短調ミサ曲』の類似点を比較出来るパッセージが数多くあることが証明された。ゴセックのフーガ『絶えざる光』（クロマティックに下降する4度で書かれているが、これはバロック時代には深い苦悩を表現するとされていた。）はモーツァルトが『ハ短調ミサ曲』の〈キリエ〉で用いている。－中略－ゴセックの〈怒りの日〉の最初の部分の下降していくリズミックなパターンはモーツァルトの『レクイエム』の〈レックス・トレメンデ〉と〈激しい炎に飲みこまれる時、flammis acribus addictis〉の部分にも見出すことが出来る。ゴセックの〈入祭唱〉とモーツァルトの〈神の小羊〉の間のメロディの和声進行における強い類似点も注目するべきものである。ゴセックの見事な〈涙にくれたその日〉の強く心に訴えかけるクロマティックな主題は、モーツァルトの〈心にお留め下さい〉を思い出させる」と分析されている。
アデライード・ド・プラースは「特に無視してならないのは、ベルリオーズがその師ル・スュールの直接の後継者であり、さらには彼が敬服していたメユール、ゴセックの後継者でもあったということである。ベルリオーズの非凡なオーケストレーションの感覚、自ら認めていた音色への熱中、常に管楽器をフルに活用していたこと、巨大な編成の合唱を主要な表現手段としたこと、これらは革命期の音楽家が音楽様式に刻み付けた様々な変化の行き着くところを、人々もまた望んでいたことを示唆している」と強調している。
井上太郎は「ゴセックの功績はパリのオーケストラを充実させ、ベルリオーズによって完成する近代の大編成のオーケストラの基礎を作ったところにある」と結論付けている。

## 編成
- 声楽: ソプラノ2、コントラルト、テノール、バス、混声合唱
- 木管楽器:フルート2、オーボエ2、クラリネット2、 ファゴット2
- 金管楽器:ホルン2
- 打楽器:ティンパニ
- その他:弦五部

バンダ
- クラリネット、 トランペット2またはホルン2、トロンボーン3

## 楽曲構成
| 入祭唱(Introitus) - 1.導入曲 （Introduzione） - 2.入祭唱 （Requiem aeternam） - 3.あなたにふさわしい讃歌は （Te decet hymnus） - 4.わたしの祈りをお聞きください （Exaudi orationem meam） - 5.主よ、永遠の安息を （Requiem aeternam） - 6.絶えざる光 （Et lux perpetua） | 続唱(Sequentia) - 7.怒りの日 （Dies irae） - 8.不思議なラッパの音 （Tuba mirum） - 9.死と自然は驚く （Mors stupebit） - 10.憐れなわたしは （Quid sum miser） - 11.心にお留めください （Recordare） - 12.羊のうちに場所を与え （Inter oves） - 13.呪われた者たちが （Confutatis） - 14.われひれ伏して願いたてまつる （Ora supplex） - 15.涙にくれたその日 （Lacrymosa） - 16.人が罪人として裁かれる日 （Judicandus） - 17.慈しみ深いイエスよ （Pie Jesu - Amen） | 奉献唱(Offertrium) - 18.わたしは生きてもどることができず （Vado et non revertar） - 19.神に望みをいだけ （Spera in Deo） - 20.主がおこしになるとき （Cedant hostes） サンクトゥス（Sanctus） - 21.サンクトゥス (聖なるかな) 聖体奉挙（Elevatio） - 22.慈しみ深いイエスよ （Pie Jesu） 神羊誦(Agnus Dei) - 23.アニュス・デイ (神の小羊) 聖体拝領唱 (Communio) - 24.主よ、彼らを永遠の光でお照らしください （Lux æterna） - 25.主よ、永遠の安息を （Requiem aeternam） |

## 演奏時間
約75分（ジャン＝クロード・マルゴワールによるCDでは約90分を要している。）

## 主な録音
| 年   | 指揮者                         | 管弦楽団 合唱団                                                                              | 独唱 ソプラノ メゾ・ソプラノ テノール バス                                                                                              | レーベル                    |
| ---- | ------------------------------ | -------------------------------------------------------------------------------------------- | --- | --------------------------- |
| 1980 | ヘルベルト・シェルヌス         | ケルン室内管弦楽団 ケルンWDR放送合唱団                                                       | エリザベート・ショル パスカル・ベルタン （オートコントル） ロバート・ゲッチェル ディルク・スネリングス                                  | CD: CPO ASIN : B000001WT7   |
| 1986 | ルイ・ドゥヴォ                 | ムジカ・ポリフォニカ マースリヒト音楽院室内合唱団                                            | ベルナデット・ドゥグラン グレタ・デュ・レイゲール ハワード・クルック クルト・ヴィドマー                                                 | CD:Erato ASIN : B000UUY2N6  |
| 1998 | ディエゴ・ファソリス           | スイス・イタリア語放送管弦楽団 スイス・イタリア語放送合唱団 グルッポ・ヴォカーレ・カンテムス | ロベルタ・インベルニッツィ マイテ・アルアバレッナ ハワード・クルック クロード・ダルベライ                                               | CD: Naxos ASIN : B00005HWVH |
| 2002 | ジャン＝クロード・マルゴワール | 王室大厩舎・王宮付楽団 ナミュール室内合唱団                                                  | サロメ・アレール イングリッド・ペリュシェ カタリン・ヴァルコニイ シリル・オヴィティ（カウンターテナー） ブノワ・アレール アラン・ビュエ | CD: K617 ASIN : B0000C8WXH  |